# Anna Raduchowska-Brochwicz
Anna Raduchowska-Brochwicz (ur. 1963 w Białymstoku) – polska urzędniczka państwowa i dyplomatka, ambasador RP w Republice Południowej Afryki (2012–2017).

## Życiorys
Absolwentka handlu zagranicznego w Akademii Ekonomicznej w Krakowie (1986, specjalność międzynarodowe stosunki ekonomiczne). W służbie zagranicznej od 1993. Pracowała w Stałym Przedstawicielstwie RP przy ONZ w Nowym Jorku jako II oraz I sekretarz (1993–1997), Stałym Przedstawicielstwie RP przy UE w Brukseli (2003–2008), ambasadach RP w Sztokholmie oraz Brukseli, Biurze Regionalnym UNDP w Bratysławie (1997–1999). Reprezentowała Polskę w Radach Wykonawczych UNDP/UNFPA i UNICEF. Z nominacji Sekretarza Generalnego ONZ reprezentowała także region Europy Wschodniej w Komitecie Konsultacyjnym UNIFEM. W latach 1999–2000 pracowała w Departamencie Unii Europejskiej i Negocjacji Akcesyjnych, biorąc bezpośredni udział w negocjacjach akcesyjnych RP o członkostwo w UE. Pełniła ponadto funkcję Pełnomocnika Ministra Spraw Zagranicznych ds. Procesu Barcelońskiego/Unii dla Śródziemnomorza, a także w Radzie Gubernatorów Fundacji Dialogu Kultur im. A. Lindh. 28 stycznia 2013 objęła funkcję ambasadora RP w RPA. Pełniła ją do 2017. Od września 2022 do lipca 2024 zastępca dyrektora Instytutu Polskiego w Tel Awiwie.
Jest autorką artykułów publikowanych m.in. w „Roczniku Polskiej Polityki Zagranicznej”. Zdała egzaminy państwowe z języków: angielskiego, francuskiego i rosyjskiego. 